# Un petit coin aux cieux (film, 1943)
Pour les articles homonymes, voir Un petit coin aux cieux.
 (septembre 2021).
Si vous disposez d'ouvrages ou d'articles de référence ou si vous connaissez des sites web de qualité traitant du thème abordé ici, merci de compléter l'article en donnant les références utiles à sa vérifiabilité et en les liant à la section « Notes et références ».
Pour plus de détails, voir Fiche technique et Distribution.
Un petit coin aux cieux (Cabin in the Sky) est un film musical américain réalisé par Vincente Minnelli et (non crédité) Busby Berkeley, sorti en 1943.

## Synopsis
« Little Joe » Jackson, un joueur incorrigible, promet à son épouse, la pieuse et vertueuse Petunia, de renoncer au jeu. Mais à la première occasion, il se rend dans un casino où, à la suite d'une bagarre, il est mortellement blessé. Parvenu dans l'Au-Delà, « Little Joe » rencontre les représentants du Ciel (Le « Général ») et de l'Enfer (Lucifer « Junior »). En raison de ses engagements à renoncer définitivement au jeu et à devenir un bon époux, et avec l'aide des prières de Petunia, un sursis lui est accordé, avec une « mise à l'épreuve » de six mois. Mais de retour sur terre, « Little Joe » est soumis à la tentation par « Junior », lorsqu'il rencontre la séduisante chanteuse Georgia Brown.

## Fiche technique
- Titre : Un petit coin aux cieux
- Titre original : Cabin in the Sky
- Réalisateur : Vincente Minnelli
- Réalisateur non crédité (une séquence) : Busby Berkeley
- Scénario : Joseph Schrank et (non crédité) Marc Connelly, d'après le livret de Lynn Root pour la comédie musicale du même titre, créée à Broadway en 1940
- Musique : Vernon Duke
- Paroles : John La Touche (en)
- Musique additionnelle (pour le film) : Harold Arlen, Duke Ellington
- Orchestrations : George Bassman
- Directeur de la photographie : Sidney Wagner
- Direction artistique : Cedric Gibbons et Leonid Vasian
- Décors de plateau : Hugh Hunt et Edwin B. Willis
- Costumes : Irene, Howard Shoup et Gile Steele
- Montage : Harold F. Kress
- Producteur : Arthur Freed, pour la Metro-Goldwyn-Mayer
- Genre : Film musical
- Format : Noir et blanc
- Durée : 98 minutes
- Dates de sorties : 
  - États-Unis : 9 avril 1943
  - France : 9 avril 1947

## Distribution
- Ethel Waters : Petunia Jackson
- Eddie 'Rochester' Anderson : Joseph 'Little Joe' Jackson
- Lena Horne : Georgia Brown

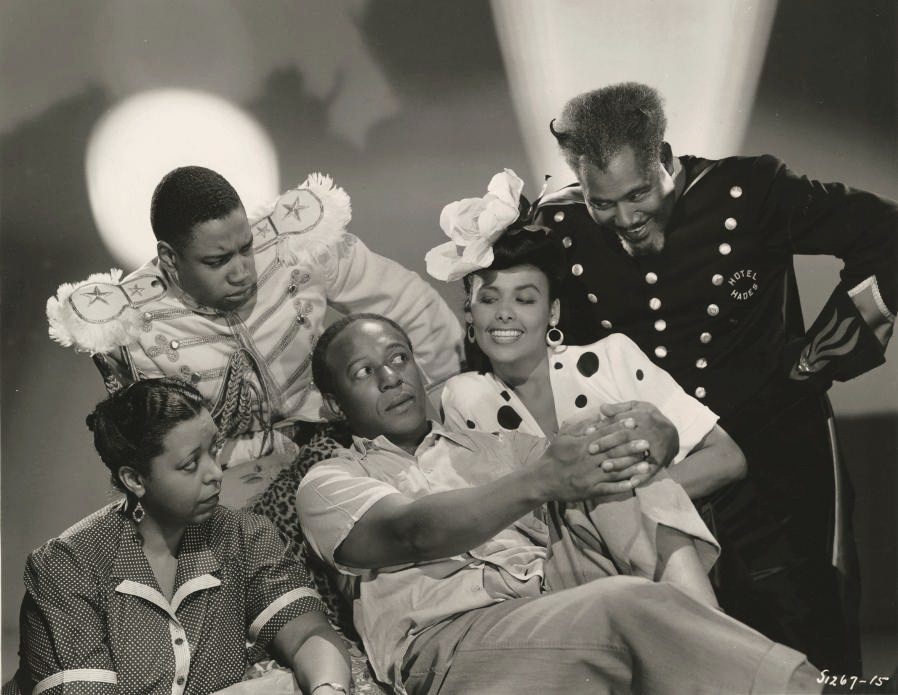
De g. à d. : Ethel Waters, Kenneth Spencer, Eddie 'Rochester' Anderson, Lena Horne et Rex Ingram (photo promotionnelle)

- Louis Armstrong : Le trompettiste
- Rex Ingram : Lucifer Jr. / Lucius Ferry
- Kenneth Spencer (en) : Le 'Général'  / Le révérend Greene
- John William Sublett (crédité 'Bubbles' John W. Sublett) : Domino Johnson
- Oscar Polk : Le diacre / Fleetfoot
- Mantan Moreland : Le premier adepte
- Willie Best : Le deuxième adepte
- Fletcher Rivers (crédité 'Moke' Fletcher Rivers) : Le troisième adepte
- Leon James Poke (crédité 'Poke' Leon James) : Le quatrième adepte
- Ford Washington Lee (crédité 'Buck' Ford L. Washington) : Le jeune messager
- Bill Bailey : Bill
- Butterfly McQueen : Lily
- Ruby Dandridge : Mme Kelso
- Nick Stewart (crédité Nicodemus) : Dude
- Ernest Whitman : Jim Henry
- Joel Fluellen : M. Kelso / Un partenaire de Jim Henry au paradis
- Clinton Rosemond : Un docteur
- Duke Ellington : Lui-même (et son orchestre)

## Commentaire
Si l'on excepte Panama Hattie (1942), où il était seulement coréalisateur (aux côtés de Norman Z. McLeod et Roy Del Ruth), Vincente Minnelli réalise là son premier film à part entière (avec toutefois la contribution pour une séquence de Busby Berkeley, non crédité). Tout comme la comédie musicale éponyme (citée plus haut) dont il est l'adaptation, ce film comporte une distribution exclusivement afro-américaine. Parmi les acteurs, Ethel Waters et Rex Ingram reprennent leurs rôles respectifs, qu'ils avaient créés en 1940, à Broadway. Dooley Wilson (le pianiste Sam dans le mythique Casablanca de 1942), qui interprétait 'Little Joe' dans la comédie musicale, est remplacé ici par Eddie Anderson.